# The Purge (seriál)
The Purge je americký hororový televizní seriál, vysílaný kabelovou stanicí USA Network, jehož tvůrcem je James DeMonaco. Seriál je televizní adaptací franšízy Očista. Hlavní role hrají Gabriel Chavarria, Hannah Anderson, Jessica Garza, Lili Simmons, Amanda Warren, Colin Woodell a Lee Tergesen. První řada měla premiéru dne 4. září 2018 a je složena z deseti dílů. V listopadu 2018 bylo stanicí USA Network oznámeno, že seriál získal druhou řadu, která měla premiéru dne 15. října 2019. První řada se odehrává v roce 2027, a to mezi filmy Očista: Anarchie a Očista: Volební rok.
V květnu 2020 byl seriál stanicí USA Network po dvou odvysílaných řadách zrušen.

## Obsazení

### Hlavní role
První řada
- Gabriel Chavarria jako Miguel Guerrero[1]
- Jessica Garza jako Penelope Guerrero[1]
- Amanda Warren jako Jane Barbour[2]
- Colin Woodell jako Rick Betancourt [2]
- Hannah Emily Anderson jako Jenna Betancourt[3]
- Lili Simmons jako Lila Stanton [3]
- Lee Tergesen jako Joe[3]

Druhá řada
- Derek Luke jako Marcus Moore[4]
- Max Martini jako Ryan Grant[4]
- Paola Núñez jako Esme Carmona[4]
- Joel Allen jako Ben Gardner[4]

### Vedlejší role
První řada
- Dominic Fumusa jako polda Pete[5]
- William Baldwin jako David Ryker[6]
- Fiona Dourif jako Dobrá vůdkyně Tavis[7]
- Reed Diamond jako Albert Stanton[8]
- Andrea Frankle jako Ellie Stanton
- Paulina Gálvez jako Catalina
- Adam Stephenson jako Mark Cantoff
- Jessica Miesel jako Alison
- Alyshia Ochse jako Anya
- Dylan Arnold jako Henry Bodreaux
- Christopher Berry jako Rex
- Dane Rhodes jako Carmanuce Cascone
- Allison King jako Eileen
- Garrett Kruithof jako Kick Charlie
- Kelly Murtagh jako Paige
- Steve Coulter jako John Owens
- AzMarie Livingston jako Bracka
- Deneen Tyler jako Lorraine Barbour
- Joe Chrest jako Ross Bailes

Druhá řada
- Rochelle Aytes jako Michelle Moore
- Denzel Whitaker jako Darren Moore
- Connor Trinneer jako Curtis
- Charlotte Schweiger jako Vivian Ross
- Jonathan Medina jako Tommy Ortiz[9]
- Chelle Ramos jako Sara Williams
- Jaren Mitchell jako Doug Vargas
- Christine Dunford jako Andrea Ziv
- Danika Yarosh jako Kelen Stewart
- Matt Shively jako Turner
- Lawrence Kao jako Andy Tran
- Jay Ali jako Sam Tucker
- Rachel G. Whittle jako April Tucker
- Dave Maldonado jako Clint
- Devyn Tyler jako Tonya
- Avis-Marie Barnes jako Drew Adams
- Geraldine Singer jako Alice Grant

### Hostující role
Druhá řada
- Ethan Hawke jako James Sandin

## Vysílání
| Řada | Díly | Premiéra v USA | Premiéra v USA    |
| Řada | Díly | První díl      | Poslední díl      |
| ---- | ---- | -------------- | ----------------- |
| 1    | 10   | 4. září 2018   | 6. listopadu 2018 |
| 2    | 10   | 15. října 2019 | 17. prosince 2019 |

## Produkce

### Vývoj
Na možný televizní seriál, který by se zaměřoval na zrod Očisty, poukázal tvůrce James DeMonaco. Seriál by se nejspíše zabýval zvolením Nových otců zakladatelů do úřadu po svržení vlády Spojených států při ekonomickém kolapsu země a ratifikací 28. dodatku Ústavy Spojených států, která vedla ke vzniku Očisty. V květnu 2017 bylo ohlášeno, že by seriál měl mít premiéru v roce 2018 na televizní stanici USA Network. První řada měla premiéru dne 4. září 2018 a je složena z deseti dílů.
Dne 6. listopadu 2018 bylo stanicí USA Network oznámeno, že seriál získal druhou řadu, která měla premiéru dne 15. října 2019. Dne 13. května 2020 byl seriál stanicí USA Network po dvou odvysílaných řadách zrušen.

### Casting
Dne 26. února 2018 bylo oznámeno, že herci Gabriel Chavarria a Jessica Garza byli obsazeni do rolí Miguela a Penelope Guerrerových. V březnu 2018 se k obsazení seriálu přidali Amanda Warren a Colin Woodell, a to jako Jane Barbour a Rick Betancourt. V dubnu 2018 byli obsazeni herci Lili Simmons, Hannah Emily Anderson, Lee Tergesen a William Baldwin a v květnu téhož roku herečka Fiona Dourif. V červnu 2019 bylo oznámeno hlavní obsazení druhé řady. Tvoří jej Derek Luke, Max Martini, Paola Núñez a Joel Allen.

### Natáčení
Natáčení první řady začalo v květnu 2018.

## Přijetí

### Kritika
Na recenzní stránce Rotten Tomatoes získala první řada seriálu z 38 započtených recenzí 42 procent s průměrným ratingem 5,5 bodů z deseti. Na serveru Metacritic snímek získal z 13 recenzí 44 bodů ze sta. Na Česko-Slovenské filmové databázi si snímek ke 24. červnu 2020 drží 60 procent.